# Jean Capelle (homme politique)
Pour les articles homonymes, voir Jean Capelle et Capelle.
Jean Capelle, né le 16 mars 1909 à Calès et mort le 29 mai 1983 à Bordeaux,, est un haut fonctionnaire, dirigeant d'établissements d'enseignement supérieur et homme politique français.

## Biographie

### Formation
Jean Capelle est élève de l'École normale supérieure, major de l'agrégation de mathématiques en 1933 et titulaire d'un doctorat sur la théorie des engrenages en 1938. Il participe ainsi à la conception de la 2CV, notamment de sa boîte de vitesses.

### À Nancy
Il est ensuite professeur à l'université de Nancy et à l'École nationale supérieure d'électricité et de mécanique, qu'il réorganise.
En 1954, la France souffre d'une pénurie générale d’ingénieurs, de techniciens supérieurs et de cadres, tandis qu'à Nancy, dont Jean Capelle est devenu recteur, se pose la question de la reconversion des personnels des bassins houillers et sidérurgiques. Avec André Grandpierre, de la société Pont-à-Mousson, ils créent pour cela le CUCES, Centre universitaire de coopération économique et sociale, centre pionnier de la formation continue alliant université et industrie, dont Bertrand Schwartz devient directeur en 1960.

### En Afrique-Occidentale française
En 1947-1949 et 1954-1957, directeur général de l'enseignement en Afrique-Occidentale française, alors très peu alphabétisée, il décide de faire passer cette activité du ministère des Colonies à celui de l'Éducation nationale et d'obtenir successivement :
- la création d'une première école normale d'instituteurs,
- la constitution d'une première Académie de plein statut,
- la constitution de quelques instituts d'enseignement supérieur, en prélude à la création d'une première Université à Dakar.

Au cours de cette action menée avec l'appui des premiers élus africains, dont Léopold Sedar Senghor, il se heurte notamment à Gaston Defferre, alors ministre des Colonies. Mais, finalement, il deviendra recteur de la nouvelle université de Dakar.

### L'INSA de Lyon

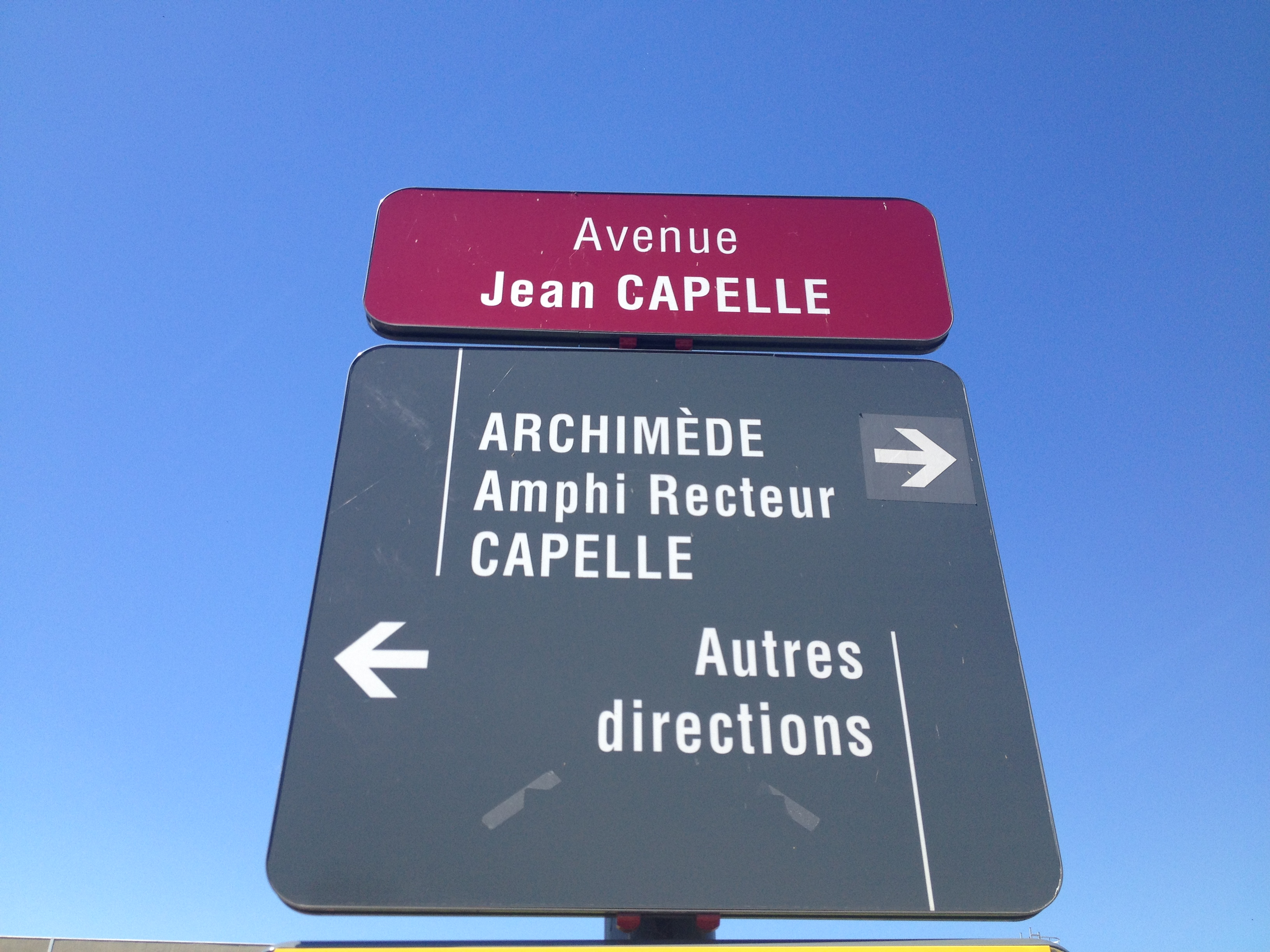
Panneau de l'avenue Jean-Capelle à La Doua. Mention de l'amphithéâtre Jean-Capelle.

Dans les années 50, la France manque d'ingénieurs. Sur une idée d'Henri Longchambon, appuyée par les Amis de l'université de Lyon, dont Xavier d'Hautuille, président de cette association, et Charles Mérieux, ainsi que par le doyen André Latreille, puis par Gaston Berger et René Billères, Jean Capelle devient en 1957 rapporteur de la loi de création puis le directeur du premier Institut national des sciences appliquées qui ouvre à Lyon en novembre 1957.
Le 8 juillet 1961, Jean Capelle est nommé directeur général honoraire de l'INSA de Lyon par Lucien Paye, ministre de l'Éducation nationale
Européen militant, proche de la Conférence des recteurs allemands, Jean Capelle amorce le jumelage de l'INSA de Lyon avec les universités techniques de Karlsruhe et d'Aix-la-Chapelle.

### Direction des lycées
En 1961, Jean Capelle devient directeur des lycées au ministère français de l'Éducation nationale où il met en place la réforme portant à 16 ans l'âge de l'obligation scolaire, et promeut la création des collèges d'enseignement général. Au-delà du baccalauréat, il propose aussi la création d'Instituts de formation professionnelle, sous la responsabilité de l'enseignement technique ; ce projet profondément modifié sera à l'origine des IUT.

### Dernières années
Il revient en 1966 comme professeur de mécanique à Nancy.
Maire de Saint-Avit-Sénieur de 1965 à sa mort, il est élu le 30 juin 1968 député de la 2e circonscription de la Dordogne, apparenté Union des démocrates pour la République. Il ne se représente pas en 1973.
En avril 1971, il cosigne l'« appel aux enseignants » lancé par l'Institut d'études occidentales après la démission de Robert Flacelière de la direction de l'École normale supérieure.

## Le promoteur du latin vivant
Attaché à la vieille culture européenne et au souvenir de la République des Lettres, Jean Capelle lance à nouveau l'idée du latin vivant pour que le latin redevienne à nouveau la langue de culture internationale commune aux lettrés (à côté de l'anglais qui est une langue commerciale internationale) en publiant, dans le Bulletin de l’Éducation nationale du 23 octobre 1952, un article intitulé Le latin ou Babel.
Devant le succès de son article, Jean Capelle réunit en septembre 1956 le premier congrès international pour le latin vivant à Avignon, où se rencontrent près de deux cents participants issus de vingt-deux nations. Il accueille plus tard sur le même thème un autre congrès à l'INSA de Lyon.
Les pouvoirs publics français, à une époque où l'usage de l'anglais s'impose de plus en plus dans le monde, n’encouragent pas cette initiative, qui pouvait paraître anachronique et semblait aller à contre-courant, et dont l’élan va s'essouffler ainsi rapidement en France où cependant à la suite du congrès d'Avignon, l’éditeur Édouard Théodore-Aubanel publie la revue Vita Latina. Le congrès aura donc un impact plutôt à l'étranger où le mouvement pour le latin vivant s'est poursuivi jusqu'à nos jours[réf. nécessaire].

## Distinctions
- Prix Fourneyron de l'Académie des sciences, 1946
- Sénateur d'honneur de l'Institut de technologie de Karlsruhe
- Docteur honoris causa de l'université du Michigan
- Commandeur de la Légion d'honneur et de divers ordres nationaux (Luxembourg, Sénégal)
- Nombreuses missions pour l'UNESCO, l'OCDE et le Conseil de l'Europe

## Œuvres
- Jean Capelle, Étude de la génération des engrenages par la méthode des roulettes, 1938
- Jean Capelle, Le latin ou Babel, dans Bulletin de l’Éducation nationale, Paris, 23 octobre 1952.
- Jean Capelle, L'école de demain reste à faire, préface de Louis Armand, PUF, 1966.
- Jean Capelle, Évolution de l’éducation permanente, in Conseil de l’Europe, L’éducation permanente (p. 399-421, Strasbourg, Conseil de l’Europe, 1970.
- Jean Capelle, Éducation et politique, PUF Collection SUP, Paris, 1974.
- Jean Capelle, L'éducation en Afrique noire à la veille des indépendances, 1946-1958, ouvrage posthume, préface de Léopold Sédar Senghor, Kartala-ACCT, Paris, 1990.